# Alopecurus aucheri
Alopecurus aucheri är en gräsart som beskrevs av Pierre Edmond Boissier. Alopecurus aucheri ingår i släktet kavlen, och familjen gräs. Inga underarter finns listade i Catalogue of Life.